# ملک‌آباد (طبس)
ملک‌آباد یا مالک‌آباد روستایی در دهستان دستگردان بخش دستگردان شهرستان طبس استان خراسان جنوبی ایران است.

## جمعیت
بر پایه سرشماری عمومی نفوس و مسکن در سال ۱۳۹۵ جمعیت این مکان این روستا بدون جمعیت بوده‌است.